# Geranium pseudosibiricum
Geranium pseudosibiricum là một loài thực vật có hoa trong họ Mỏ hạc. Loài này được J.Mayer mô tả khoa học đầu tiên năm 1786.